# Горшков, Александр Вячеславович
Александр Вячеславович Горшков (род. 20 января 1970) — российский актёр театра и кино, театральный режиссёр. Заслуженный артист Российской Федерации.

## Биография
Александр Горшков родился 20 января 1970 года. В 1993 году окончил актёрский факультет РАТИ-ГИТИС (мастерская профессора И. И. Судаковой) и в том же году начал играть в московском театре на Юго-Западе.
В 2004—2008 годах учился на заочном отделении актёрско-режиссёрского курса РАТИ-ГИТИС по специальности „режиссура“ (руководитель — В. Р. Белякович). 
В 2010—2013 годах сотрудничал с Театром имени Станиславского.

## Награды
- Заслуженный артист Российской Федерации (2006) — за заслуги в области искусства[1].

## Работы в театре

### Театр на Юго-Западе

#### Актёр
- «Дракон» — Бургомистр
- «Самоубийца» — Подсекальников, Гранд-Скубик, Егорушка
- «Сон в летнюю ночь» — Деметрий
- «Карнавальная шутка» — граф Альбафьорита
- «Щи» — Подавальщик, Пельмень Богатырский и член французской делегации поваров в законе, Повар в законе Поросёнок с Хреном
- «Ромео и Джульетта» — Бенволио
- «Макбет» — Солдат
- «Укрощение строптивой» — Бьонделло, Мантуанец
- «Гамлет» — Могильщик, Франциско, Солдат
- «Трактирщица» — граф Альбафьорита
- «Ревизор» (возобновление 1999 года) — Осип
- «Старые грехи»
- «Калигула» (возобновление 1999 года) — Муций
- «Слуга двух господ» — Сильвио
- «Dostoevsky Trip» — Химик
- «Вальпургиева ночь» — Хохуля
- «Маугли» (совместный проект с Театром «Я сам Артист») — Балу
- «Страсти по Мольеру» (возобновление 1999 года) — Филибер и Маркиз де Горшон
- «Дураки» — Мышкин
- «Школа любви» — Экскурсовод
- «Три цилиндра» — Буби Бартон
- «Вальпургиева ночь» — контр-адмирал Михалыч
- «Баба Шанель» — Тамара Ивановна
- «Женитьба» (возобновление 1999 года) — Агафья Тихоновна
- «Мастер и Маргарита» — Варенуха
- «Все бегут, летят и скачут…» — Андревна

#### Режиссёр
- «Все бегут, летят и скачут…»
- «Дракон»

### Театр имени Станиславского
- «Иван Васильевич…» — Якин
- «Мастер и Маргарита» — Варенуха
- «Мольер» — Жан-Жак Бутон
- «39 ступеней»
- «7 дней до потопа»
- «Авария»

## Фильмография
1. 1990 — Сделано в СССР
2. 2004—2013 — «Кулагин и партнёры»
3. 2005 — Александровский сад — эпизод
4. 2007 — Гражданин начальник 3 (7-я и 12-я серии) — эпизод
5. 2008 — Литейный (2-й сезон, 21-я серия «Женский инстинкт») — эпизод
6. 2008 — Мент в законе (фильм 3-й «Удавка для опера») — заместитель прокурора
7. 2009 — Глухарь 2 (27-я серия «Фейерверк») — Вася Бедаев, обманутый муж
8. 2009 — Город соблазнов — эпизод
9. 2009 — Литейный (3-й сезон, 23-я серия «Перевёртыш») — эпизод
10. 2009 — Отблески (16-я серия «Быстрее пули») — телохранитель
11. 2009 — Телохранитель 3 (фильм 3-й «Жизнь за сто миллионов») — Трофимов, сосед-алкоголик
12. 2009 — Третье желание — Валера
13. 2010 — Адвокат 7 (фильм 12-й «Старые счёты») — участковый
14. 2010 — Банды — эпизод
15. 2010 — В лесах и на горах — эпизод (нет в титрах)
16. 2010 — Дом образцового содержания — Василий Никодимович, родственник Стукалиных
17. 2010 — Егорушка — начальник милиции
18. 2010 — Записки экспедитора Тайной канцелярии (3-я серия «Отпуск») — Полыхаев, разорившийся помещик
19. 2010 — Любовь и прочие глупости (33-я серия «Алкоголик поневоле») — бомж
20. 2010 — Масквичи — эпизод
21. 2010 — Преступление будет раскрыто 2 (18-я серия «Семь колец») — Федя, клоун
22. 2010 — Старики (фильм 1-й «Кровные братья») — следователь
23. 2011 — Ася — Игорь Николаевич Доронин, владелец комбината
24. 2011 — Пилот международных авиалиний — владелец киоска, работодатель Юли Степановой
25. 2011 — Сваты 5 (Украина) — эпизод
26. 2012 — Билет на Vegas — фотограф
27. 2012 — Интерны (140-я серия) — Терентьев, хирург
28. 2012 — Катина любовь — эпизод
29. 2012 — Команда Че
30. 2012 — Мент в законе 6
31. 2012 — Москва. Три вокзала (100-я серия «Этот поезд в огне») — директор вагона-ресторана
32. 2012—2013 — Деффчонки
33. 2013 — Пропавшие без вести (6-я серия «Месть») — Василий, отец Тани
34. 2013 — Реальные пацаны 5 («Московский» сезон) — Андрей
35. 2017 — Неизвестный (1-я серия) — продавец в магазине
36. 2019 — Душегубы — Олюшкин, журналист
37. 2024 — Красный 5 — Соев